# Nova Trento
Nova Trento é um município brasileiro do Estado de Santa Catarina.  Localiza-se a uma latitude 27º17'09" sul e a uma longitude 48º55'47" oeste, estando a uma altitude de 30 metros. Sua população em 2023 é de 13.727 habitantes, conforme IBGE. Possui uma área de 402,887 km².
Espalhada pelos bairros, Nova Trento conta ainda com mais de 40 oratórios de capelinhas.
A infraestrutura hoteleira de Nova Trento ainda é tímida, mas está em franco crescimento, especialmente depois da canonização de Santa Paulina, nascida em Vigolo Vattaro com o nome Amabile Visintainer (Wiesenteiner).

## História
No ano de 1875, período da grande imigração europeia para o Brasil, muitos imigrantes, entre eles italianos, alemães, austríacos e poloneses, se instalaram em Santa Catarina. Entre os imigrantes austríacos, saídos do antigo Império Austro-Húngaro, chegaram à região as famílias da região trentina do Tirol. Os tiroleses de língua italiana (trentinos) encontravam-se em dificuldades na terra de origem, por causa das crises no setor agrário, ocasionadas pelas guerras da unificação italiana que enfraqueceram o comércio local.
Os imigrantes tiroleses entraram no Vale do Itajaí juntamente com os colonos alemães e também foram incentivados por Dr. Blumenau. Eram todos trentinos, isto é, tiroleses de língua italiana. A primeira comunidade fundada por tiroleses oriundos da Valsugana (Roncegno) foi batizada com o nome Tirol (no atual bairro Claraíba). Em seguida, imigrantes italianos oriundos da Lombardia fundam a comunidade Lombardia.
Em 1892, os habitantes batizaram a nova colônia como Nova Trento em homenagem à principal cidade do Tirol Meridional. Ali se formou uma comunidade agrícola e profundamente católica.Muitos bairros e distritos da cidade possuem nomes de localidades tirolesas, como Besenello, Valsugana, Vigolo e Serraval.
A região tirolesa permaneceu unida à Áustria de 1363 até 1918 (Primeira Guerra Mundial), quando a porção sul do antigo condado (incluindo o atual Trentino ou Tirol Italiano) foi anexada à Itália. Nova Trento constituía, até aquela data, a maior colônia austríaca do Brasil e, após a guerra, passou a ser uma das maiores colônias "italianas" de Santa Catarina.
O Império Austro-Húngaro era conhecido por agregar diferentes povos, de diferentes idiomas e culturas. A região trentina se caracteriza por ser de língua italiana, mas com históricas influências germânicas. Atualmente a Província Autônoma de Trento possui um estatuto de autonomia bastante amplo e que garante suas características sociais, econômicas e históricas na Itália atual.
Embora fosse inicialmente uma colônia austríaca (seus fundadores saíram do Império Austro-Húngaro e possuíam passaportes austríacos), seus fundadores trentinos eram todos de língua italiana, porque eram os "italianos do Tirol". A cidade de Nova Trento cultua até hoje as tradições, costumes e a religiosidade de seus antepassados.
Muitos italianos da Lombardia e do Vêneto também se estabeleceram em Nova Trento, de modo que em 1900 os descendentes de italianos saídos dessas regiões eram quase a metade da população da cidade.
Atualmente, Nova Trento é o segundo maior polo de Turismo Religioso do Brasil em virtude das peregrinações de fiéis que vão visitar a cidade onde morou Santa Paulina do Coração Agonizante de Jesus, a primeira santa brasileira, embora nascida na Europa.
A bandeira de Nova Trento traz as cores da bandeira italiana (que são as mesmas do estado de Santa Catarina) e denota uma acentuada intenção de resgate das origens europeias da cidade ocorrida a partir de 1960, embora, como se sabe, a colônia tenha sido fundada quase 30 anos antes do território de Trento pertencer à Itália.

## Eventos
Abril
- Caminhada ao Santuário do Morro da Cruz – Por ocasião das celebrações da Semana Santa.

Maio
- Festa da Santa Cruz e de Nossa Senhora do Bom Socorro – Festa tradicional em homenagem a Nossa Senhora do Bom Socorro, no Morro da Cruz, realizada no primeiro domingo do mês de maio.
- Celebração do Aniversário da Canonização de Madre Paulina – Realizado no bairro Vígolo, no terceiro domingo do mês de maio

Junho
- Festa de Indaiá – Festa com música e dança, desfile alegórico, jogos esportivos, muita comida e bebida, além de exposição de animais e produtos coloniais. Acontece na localidade de Indaiá.
- Festa Junina – Com apresentações de dança e quitutes típicos (pipoca, amendoim, pinhão e quentão), na Escola de Educação Básica Francisco Mazzola.
- Festa de São Vigílio (incorretamente identificado como "Virgílio") – Festa popular com shows musicais, apresentações de corais e missas especiais, em homenagem ao padroeiro da cidade (e padroeiro da cidade de Trento), na Praça Central, ao lado da Igreja Matriz.

Julho
- Festa Litúrgica de Santa Paulina – Romarias especiais, missas e orações, no segundo domingo do mês de julho, no bairro Vígolo.

Agosto
- Aniversário do Município – No dia 8 de agosto, com diversas atrações cívicas, culturais e artísticas.
- Incanto Trentino – Uma grande festa popular, com o melhor da cultura, tradição e gastronomia trentina. A festa teve início em 1988, por iniciativa do Circolo Trentino di Nova Trento.
- Cavalgada "Nos Caminhos de Madre Paulina"- Com início em 1993, a cavalgada é uma criação do ex-prefeito de Brusque, Ciro Marcial Roza e seu amigo Padre Chico, ambos devotos de Madre Paulina. Hoje o evento é promovido pela ABRACAMP – Associação Brusquense dos Amigos e Cavaleiros de Madre Paulina e acontece todos os anos no mês de agosto. Cerca de três mil cavaleiros partem de Brusque em horário definido pela organização e percorrem 35 quilômetros até a localidade de Vígolo, no município de Nova Trento, onde encontram completa infraestrutura para o acampamento. No trajeto os cavaleiros efetuam quatro paradas, sendo o primeiro no Vale do Azambuja e o último, no Santuário de Madre Paulina.

Outubro
- Celebração de Aniversário de Beatificação de Madre Paulina – Acontece no segundo domingo do mês de outubro, com missas especiais, romarias e orações no bairro Vígolo.

Novembro
- Festa do Pedreiro – Em homenagem ao grande número de pedreiros do setor da construção civil na cidade de Nova Trento. Festa popular com música, dança, gastronomia, jogos e competições, realizada no bairro de Bezenello.

Dezembro
- Festa da Virada de Ano – Acontece dia 31 de dezembro, no Santuário do Morro da Cruz, com missa e show pirotécnico.

## Principais atividades econômicas

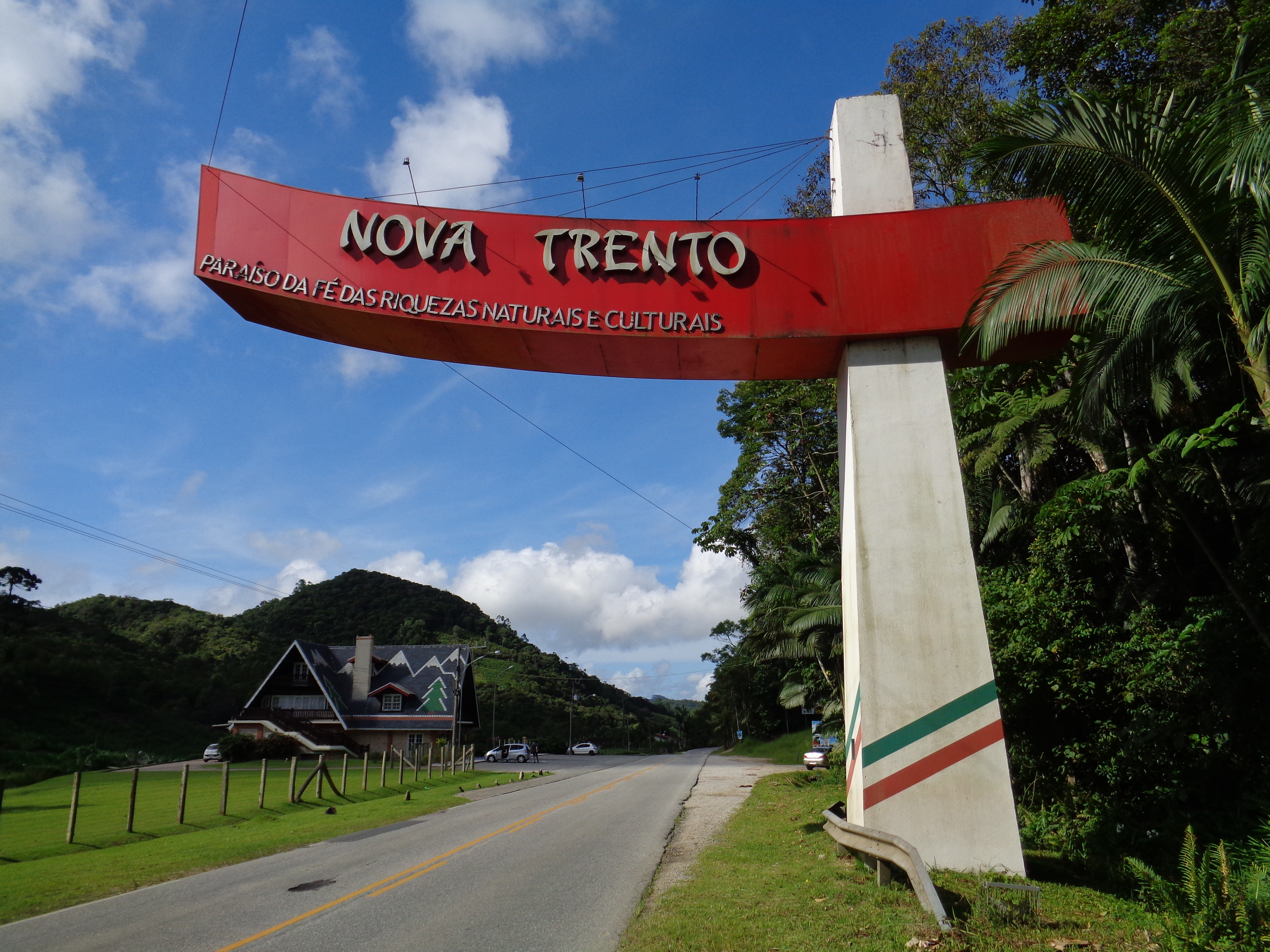
Pórtico na entrada da cidade.

A agricultura é a principal atividade econômica de Nova Trento com o cultivo de fumo, milho, feijão e a uva. A fabricação e a comercialização do vinho colonial neotrentino é um atrativo que leva muitos turistas para Nova Trento. O turismo religioso e o turismo ecológico tem lugar de destaque na cidade.

## Transporte
Os meios de transporte mais utilizados em Nova Trento são ônibus e carros particulares. O embarque e desembarque de passageiros pode ser feito na Rodoviária Ângelo Maurici, localizada na rua dos Imigrantes, centro da cidade. O outro ponto fica à rua Santo Inácio, em frente à Praça Central, próximo ao ponto de táxi.
Malha viária municipal
Dos 725 km de vias existentes, 45 km são pavimentadas. Os outros 680 km não estão pavimentadas, porém oferecem boas condições de tráfego.
Malha rodoviária intermunicipal
São duas as rodovias que integram Nova Trento à Malha Rodoviária Estadual:
Rodovia Gentil Batisti Archer (SC- 411), que liga Nova Trento a Brusque e com ligação de Nova Trento a Tijucas.
Transporte interurbano
A cidade de Nova Trento possui as seguintes empresas que atuam no transporte intermunicipal:
- Empresa Santa Terezinha Transporte e Turismo Ltda. que interliga Nova Trento aos municípios de Major Gercino, Blumenau, Angelina, Brusque, Tijucas, Canelinha, São João Batista e Gaspar.
- Empresa Reunidas que interliga Nova Trento aos municípios de Major Gercino, Blumenau, Angelina, Brusque, Tijucas, Canelinha, São João Batista, Gaspar, Florianópolis e Biguaçu.

Transporte aéreo
Os aeroportos mais próximos de Nova Trento são:
- Aeroporto de Navegantes (75 km) - Avenida Armação, km 4
- Aeroporto Internacional Hercílio Luz – Florianópolis (70 km) - Avenida Domício Freitas (Carianos) – km 12

Transporte marítimo
O porto mais próximo é o de Itajaí, distante 67 km de Nova Trento, e está a 7 km da BR 101.

## Pontos turísticos

### Morro da Cruz
Localizado a 525 metros de altitude, após uma trilha de onde é possível ter uma vista panorâmica da cidade, principalmente do Vale do Rio Tijucas. Ao longo da subida há 14 capitéis formando a Via Sacra e uma fonte de água potável e natural. O santuário abriga diversas relíquias centenárias dentre elas uma Cruz que foi implantada em 1899 e está localizada atrás da Igreja na parte mais alta do morro.
Santuário de Nossa Senhora do Bom Socorro
No ano de 1899 o Padre Jesuíta Luís Maria Rossi teve a ideia da erigir cruzes nos montes mais altos de nova Trento para comemorar a passagem de século. Seu auxiliar, o Missionário Padre Alfredo Russel, prometeu levantar um monumento à Nossa Senhora do Bom Socorro junto à cruz mais alta.
A passagem de século transcorreu em meio a cantos e orações, fogueiras e fogos de artifícios. E no dia 13 de julho de 1901, sobre o Morro da Cruz, o Padre Alfredo Russel benzeu a cruz e o quadro de Nossa Senhora do Bom Socorro, no lugar onde mais tarde seria erguido um Santuário em sua homenagem.
Todo material necessário para a construção do Santuário, madeira, tijolos, telhas, cimento e areia, foi carregado nas costas pelo povo de Nova Trento, bem como a estátua de Nossa Senhora do Bom Socorro, vinda da França como doação da Condessa Clermont de Tonnerre e presente no Morro da Cruz desde 14 de maio de 1906.

### Santuário de Santa Paulina

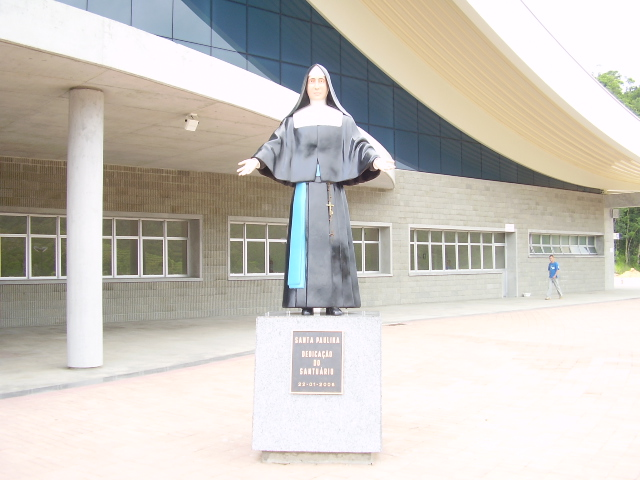
Santuário de Santa Paulina

É um santuário dedicado a Santa Paulina, primeira santa brasileira, localizado em Vígolo, bairro de Nova Trento, com aproximadamente 9.000,00 m² de área. Reúne não só atividades religiosas (missas, bênçãos, espaços para oração, reflexão e confissão), como também atrações culturais, ecológicas e históricas. Foi planejado para receber aproximadamente 3 mil pessoas, o Santuário tornou a cidade de Nova Trento um importante referencial de turismo religioso no estado de Santa Catarina e no Brasil.
História do santuário
Vígolo, onde está situado o Santuário Santa Paulina, é o bairro onde instalou-se Amábile Lucia Visintainer, futura Madre Paulina. Nascida aos 16 de dezembro de 1865 em Vigolo Vattaro, Valsugana - Distrito de Trento do Estado do Tirol, imigrou para o Brasil no ano de 1875, aos nove anos de idade, juntamente com seus pais e irmãos. Era a segunda filha de Napoleone Visinainer e Anna Pianezzer, ambos camponeses.
Em 1887 falece sua mãe e Amabile assume, com vinte e dois anos, os cuidados dos irmãos e do pai, até seu pai contrair novo casamento. Com doze anos de idade participava do apostolado paroquial, no catecismo aos pequenos, visitas aos doentes e limpeza da Capela de Vigolo.
O zelo pelos mais necessitados foi um indício de sua vocação assistencial e no dia 12 de julho de 1890, junto de sua amiga Virginia Rosa Nicolodi, acolheu uma doente de câncer em fase terminal, dando início à Congregação das Irmãzinhas da Imaculada Conceição. A congregação foi aprovada pelo Bispo de Curitiba, Dom José de Camargo Barros, aos 25 de agosto de 1895. Em dezembro do mesmo ano, Amabile e as duas primeiras companheiras (Virginia Nicolodi e Teresa Anna Maule) fizeram seus votos religiosos e Amabile recebeu o nome de Irmã Paulina do Coração Agonizante de Jesus.
Em 1918, foi chamada pela Superiora Geral, Madre Vicência Teodora, sua sucessora, à "Casa Madre" no Ipiranga, na cidade de São Paulo, e ali permaneceu até a morte, numa vida retirada, na oração e assistência às Irmãs doentes. Foi beatificada em 1991 pelo Papa João Paulo II por conta de suas virtudes espirituais.
A obra foi iniciada no dia 14 de julho de 2003 e a sua inauguração ocorreu após 924 dias de trabalho, no dia 22 de janeiro de 2006.
Surgiu do aumento da procura de devotos por essa santa, que ficou famosa por sua vida religiosa e seus inúmeros atos de caridade, e ganhou muitos peregrinos, que vão ao Santuário para tentar resgatar um pouco de sua vida e história.
Em 18 de maio de 2011 foi firmado o protocolo entre o prefeito de Nova Trento Orivan Jarbas Orsi e o prefeito de Piraí do Sul Antonio El Achkar na CNBB em Curitiba com a intenção entre Piraí do Sul, com o Santuário de Nossa Senhora das Brotas e Nova Trento, com o Santuário de Madre Paulina de desenvolver um circuito de turismo religioso sustentável entre os dois municípios, firmando uma parceria entre as prefeituras, incorporando vários roteiros turísticos, de modo a permitir o desenvolvimento das regiões onde os caminhos ocorrem.
Locais de visita
- Igreja, com a gruta de Nossa Senhora de Lourdes e relíquia do osso do braço de Santa Paulina
- Memorial fotográfico de Santa Paulina
- Sala de lembranças do Santuário
- Capelinha, local do casebre de Santa Paulina e suas co-irmãs
- Casebre, réplica do casebre original
- Cenário ou presépio, com bonecos que se movimentam, representando cenas da vida de Santa Paulina
- Recanto Bom Pastor, atrás do cenário
- Colina, com estátua de Santa Paulina com a cruz e a enxada, simbolizando a vida de oração e trabalho
- Casa das Graças
- Vereda da Paz, na colina
- Velários, perto do engenho, na colina e no marco da canonização
- Museu, engenho e casa colonial.
- Painel, homenagem à Virgínia Nicolodi (Madre Matilde)
- Oratório Nossa Senhora do Moinho
- Salão da igreja, onde são rezadas as missas aos domingos
- Santa Paulina acolhedora das crianças
- Ermida da canonização de Santa Paulina (marco da canonização)
- Mirante do lago
- Lagoas
- Capelinha do Anjo da Guarda
- Capela Nossa Senhora Aparecida
- Marco do Milênio, com anjos e presépios em tamanho natural
- Monumento – casa paterna de Santa Paulina
- Casa Salamanca, 1º Externato das Irmãzinhas da Imaculada Conceição (centro da cidade)